# Boško Gjurovski
Boško Gjurovski (Tetovo, 1961. december 28. –) macedón válogatott labdarúgó.

## Nemzeti válogatott
A jugoszláv válogatottban 4 mérkőzést játszott. A macedón válogatottban 7 mérkőzést játszott.

## Statisztika
| Jugoszláv válogatott | Jugoszláv válogatott | Jugoszláv válogatott |
| Időszak              | Mérk.                | gól                  |
| -------------------- | -------------------- | -------------------- |
| 1982                 | 1                    | 0                    |
| 1983                 | 0                    | 0                    |
| 1984                 | 1                    | 0                    |
| 1985                 | 0                    | 0                    |
| 1986                 | 0                    | 0                    |
| 1987                 | 0                    | 0                    |
| 1988                 | 0                    | 0                    |
| 1989                 | 2                    | 0                    |
| Összesen             | 4                    | 0                    |
| Macedón válogatott   |                      |                      |
| Időszak              | Mérk.                | gól                  |
| 1994                 | 5                    | 3                    |
| 1995                 | 2                    | 0                    |
| Összesen             | 7                    | 3                    |